# Bánh quy kẹp

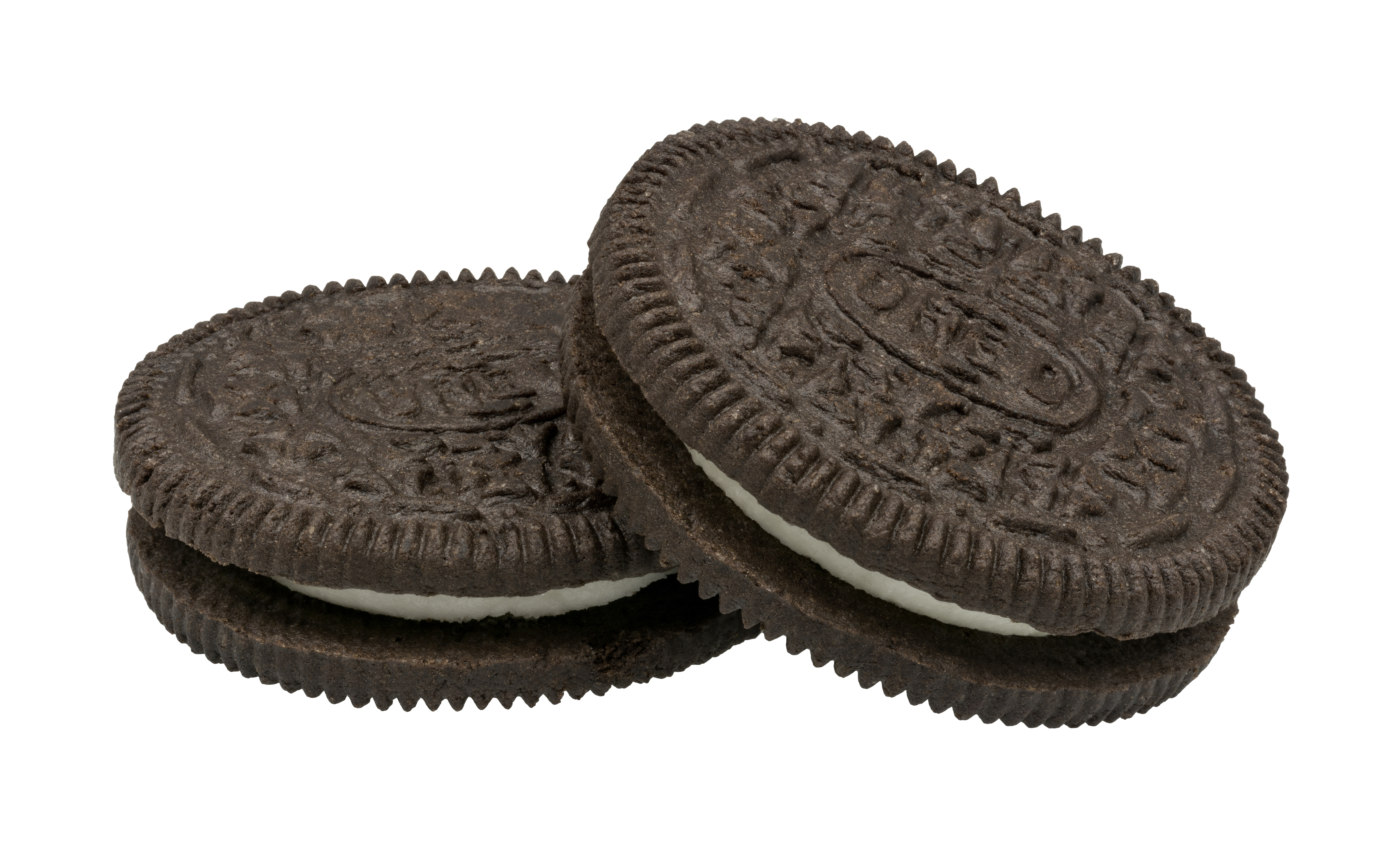
Bánh quy Oreo được bán trên toàn thế giới và là nhãn hiệu bán chạy nhất tại Hoa Kỳ

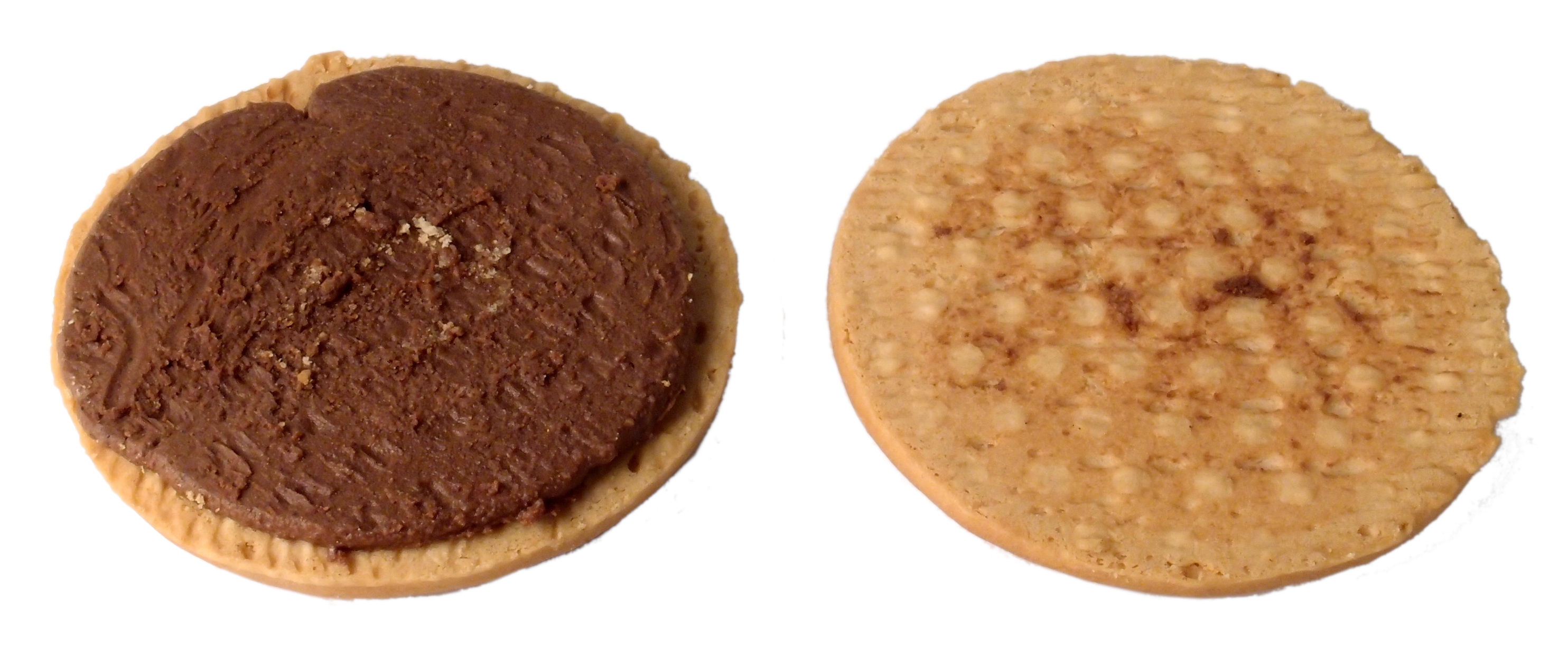
Một chiếc bánh quy kẹp

Bánh quy kẹp là một loại bánh quy được làm từ hai bánh quy mỏng hoặc bánh quy vừa với nhân ở giữa. Nhiều loại nhân được sử dụng, chẳng hạn như kem, ganache, kem bơ, sô cô la, pho mát kem, mứt, bơ đậu phộng, sữa đông chanh hoặc kem.